# Leo Takula
Leo Pentti Takula, född 12 september 1971, är en svensk ishockeydomare (linjeman). Takula är uppvuxen i Hofors i Gästrikland. Han började döma Elitserien säsongen 1996/1997. Han har dömt A-VM 2004, 2005, 2006, J20-VM 2003, 2007, 2009. Den 26 februari 2011 dömde Takula sin 500:e elitseriematch, Timrå IK-AIK.